# Metriorrhynchomiris
Metriorrhynchomiris är ett släkte av insekter. Metriorrhynchomiris ingår i familjen ängsskinnbaggar.
Kladogram enligt Catalogue of Life:
| Metriorrhynchomiris | \| \| Metriorrhynchomiris dislocatus \| \| \| \| \| \| Metriorrhynchomiris fallax \| \| \| \| \| \| Metriorrhynchomiris illini \| \| \| \| |
|                     | \| \| Metriorrhynchomiris dislocatus \| \| \| \| \| \| Metriorrhynchomiris fallax \| \| \| \| \| \| Metriorrhynchomiris illini \| \| \| \| |
|                     | Metriorrhynchomiris dislocatus |
|                     | |
|                     | Metriorrhynchomiris fallax |
|                     | |
|                     | Metriorrhynchomiris illini |
|                     | |